# Horace Vere, 1. Baron Vere of Tilbury

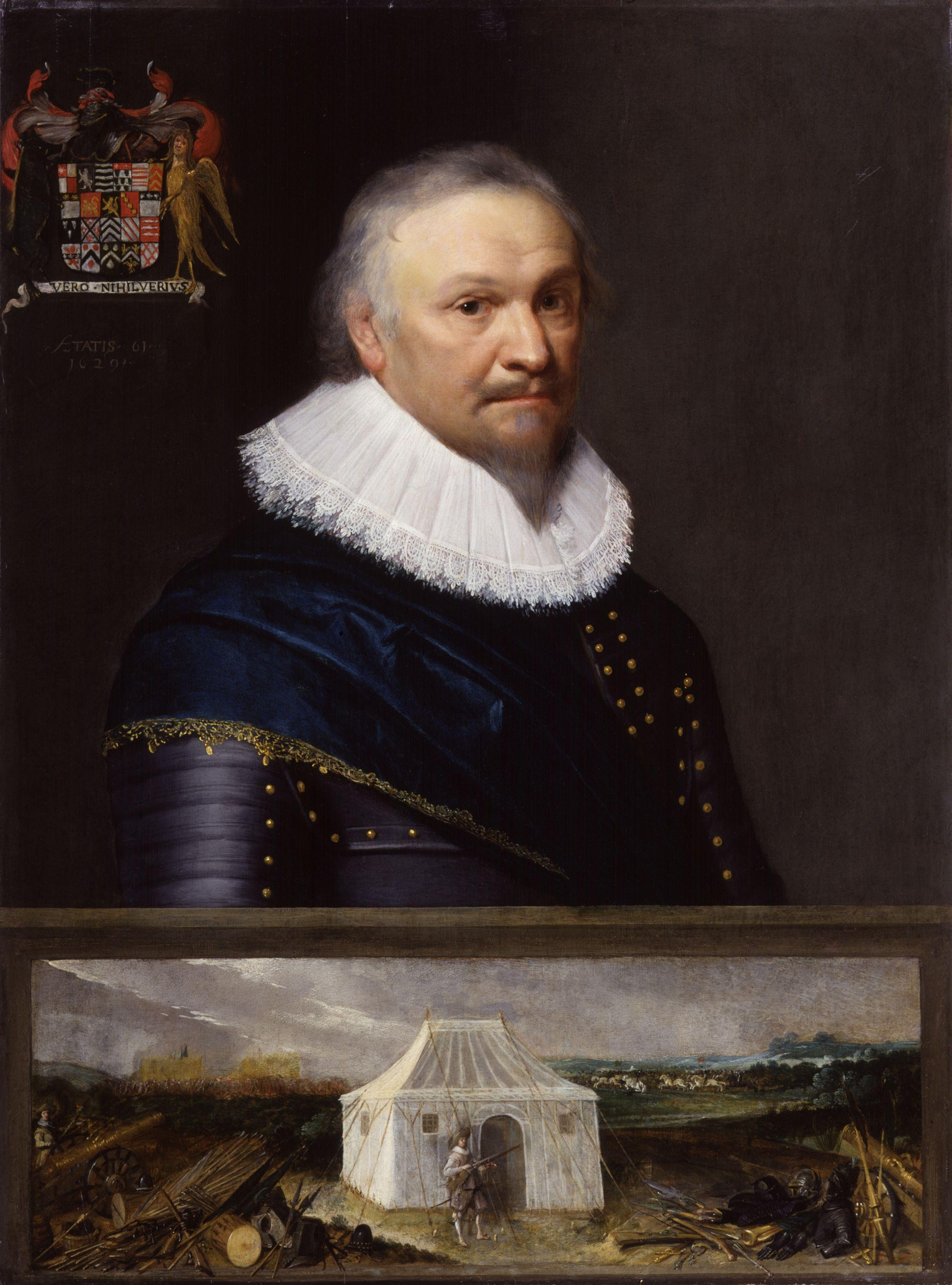
Horace Vere, 1. Baron Vere, 1629

Horace Vere, 1. Baron Vere of Tilbury (auch Horatio de Vere, * 1565 in Crepping Hall, Wakes Colne, Essex; † 2. Mai 1635 in Whitehall, Westminster (London)) war ein englischer Heerführer im Achtzigjährigen Krieg und im Dreißigjährigen Krieg.

## Leben
Er war der vierte und jüngste Sohn des Hon. Geoffrey Vere und der Elizabeth Hardkyn. Sein Vater war der jüngste Sohn des 15. Earl of Oxford.
1590 ging er in die Spanische Niederlande und schloss sich dort einer englischen Infanteriekompanie an. Die englischen Truppen operierten dort unter dem Oberkommando seines Bruders Sir Francis Vere (1560–1609) im Rahmen des Englisch-Spanischen Krieges (1585–1604) im Bündnis mit den Vereinigten Provinzen der Niederlande gegen die Spanier. Bei einem Überfall auf Steenwerck am 5. Juli 1592 wurde er verwundet und im Juni 1594 erhielt er das Kommando über eine eigene Kompanie bei der Belagerung von Groningen. 1596 nahm er unter Lord Essex an der Expedition zur Eroberung von Cádiz teil und wurde in Anerkennung seiner Tapferkeit am 22. Juni 1596 zum Knight Bachelor geschlagen. 1597 nahm er am Herbstfeldzug des Moritz von Oraniens teil, in dessen Verlauf die Städte Rheinberg, Moers, Groenlo, Bredevoort, Enschede, Oldenzaal und Lingen erobert wurden. 1599 wurde er in den Rang eines Colonel befördert. 1600 kämpfte er in der Schlacht von Nieuwpoort. Am 7. Januar 1602 wurde er während der Belagerung von Ostende durch die Spanier bei der Abwehr eines spanischen Sturmangriffs verwundet. Im April 1603 sandte ihn sein Bruder Sir Francis Vere nach England, um den neuen König Jakob I. über die Kriegslage zu informieren. Als Sir Francis Vere 1604 in Ruhestand ging, übernahm Sir Horace Vere schrittweise dessen Kommando über die englischen Truppen in den Niederlanden. Im Juli und August 1604 zeichnete er sich bei der Belagerung von Sluis besonders aus, als er Entsatzversuche der Spanier vereitelte.
Als England mit dem Friedensvertrag von London am 28. August 1604 aus dem Krieg mit Spanien ausschied, trat Sir Horace Vere in niederländische Dienste über und kämpfte 1805 in der Schlacht bei Mülheim. In der Folgezeit kehrte er nach England zurück, wo er im November 1607 in Hailey Abbey in Toddington, Gloucestershire, Mary Tracy, Tochter des Sir John Tracy heiratete. Am 12. April 1609 schlossen die Spanier und Niederländer in Antwerpen einen Waffenstillstandsvertrag. Nachdem am 28. August 1609 sein Bruder Sir Francis Vere gestorben war, übernahm er das Amt des englischen Gouverneurs der Stadt Brielle in Südholland, die als „Cautionary Towns“ als Pfand zur Besicherung niederländischer Kriegsschulden gegenüber England, ebenso wie Vlissingen und Fort Rammekens, noch bis 1616 mit einer englischen Garnison belegt blieben. 1610 nahm er im Rahmen des Jülich-Klevischen Erbfolgestreits an der Belagerung von Jülich teil. 1618 unterstützte er Moritz von Oranien gegen dessen Rivalen Johan van Oldenbarnevelt und half bei der Auflösung der vom Letzteren aufgestellten Truppen. Im selben Jahr setzte ihn Mortz von Oranien als niederländischen Gouverneur von Utrecht ein.
Als sich im Dreißigjährigen Krieg 1620 eine katholische Invasion auf die Kurpfalz unter dem protestantischen Kurfürsten Friedrich V. von der Pfalz, dem Schwiegersohn des englischen Königs Jakob I., abzeichnete (Böhmisch-Pfälzischer Krieg), wurde in England ein Söldnerheer zur Unterstützung Friedrichs V. aufgestellt. Auf Vorschlag des pfälzischen Gesandten Christoph von Dohna wurde Sir Horace Vere zum Generalkapitän dieser Truppen ernannt. Das Heer schiffte sich im Juli 1620 von Gravesend aus in die Niederlande ein, um von dort aus nach Deutschland weiterzumarschieren. Sir Horace Vere beabsichtigte, sich mit dem protestantischen Hauptheer unter dem Markgrafen Joachim Ernst von Ansbach bei Mannheim zu vereinigen. Er marschierte entlang des rechten Rheinufers bis in die Gegend um Koblenz und unternahm dann einen Umweg über den Taunus, bevor er bei Frankfurt den Main überquerte. Er umging dabei ein katholisches Heer unter Ambrosio Spinola, dass erfolglos versuchte, ihm den Weg abzuschneiden. Er vereinigte sich schließlich in Worms mit dem protestantischen Hauptheer. Über den Winter 1620/21 teilte sich das protestantische Heer auf Winterquartiere auf. Die Engländer verteilten sich auf die drei wichtigsten Stadtfestungen der Pfalz: Mannheim, Heidelberg und Frankenthal. Im April 1621 löste sich die Protestantische Union auf, womit die Aussicht auf eine Rückkehr der protestantischen Verbündeten entfiel. Während in den Niederlanden der Achtzigjährige Krieg wiederaufflammte, blieb es im folgenden Jahr in der Pfalz relativ ruhig. Im Mai 1622 erreichte Friedrich von der Pfalz Mannheim, dessen Truppen unter Mansfeld in der Schlacht bei Mingolsheim ein katholisches Heer unter Tilly kurzzeitig aufgehalten hatte. Im Laufe des Sommers wurde die Lage aber prekär. Tilly erhielt spanische Verstärkungen unter Gonzalo Fernández de Córdoba und schlug die die zur Hilfe kommenden beiden protestantischen Heere des Markgrafen Georg Friedrich von Baden-Durlach und des Christian von Braunschweig-Wolfenbüttel wurden aber am 6. Mai 1622 bei Wimpfen und am 20. Juni 1622 in der bei Höchst. Friedrich von der Pfalz entließ daraufhin seinen Heerführer Mansfeld und floh außer Landes. Die englischen Garnisonen in Mannheim, Heidelberg und Frankenthal wurden kurz darauf von katholischen Truppen eingeschlossen. Nachdem Heidelberg am 19. September 1622 erstürmt worden war, begann die Belagerung des von Sir Horace Vere kommandierten Mannheim. Mit seiner vierhundert Mann starken Garnison hielt er den Belagerern elf Wochen stand. Nachdem er in die Zitadelle zurückgedrängt worden war und keine Aussicht auf Entsatz bestanden hatte, handelte er schließlich zum 5. November 1622 die ehrenvolle Kapitulation aus und erhielt im Gegenzug freies Geleit mit seinen Männern und Waffen nach Den Haag. Die englischen Verteidiger in Frankenthal hielten noch länger stand und zogen erst auf direkten Befahl ihres Königs am 14. April 1623 ab. Bei seiner Rückkehr nach England wurde Sir Horace Vere für seine tapferen Leistungen geehrt und am 16. Februar 1623 auf Lebenszeit zum Master-General of the Ordnance ernannt und am 20. Juli 1624 in den königlichen Kriegsrat aufgenommen.
Nachdem König Jakob I. 1625 gestorben war, nahm der neue englische König Karl I. im Englisch-Spanischen Krieg (1625–1630) den Krieg gegen Spanien wieder auf. Sir Horace Vere begab sich daraufhin mit einem englischen Truppenkontingent in die Niederlande nach Den Haag, um Friedrich Heinrich von Oranien, den Nachfolger des im April 1625 verstorbenen Moritz von Oranien beim Entsatz des von den Spaniern unter Ambrosio Spinola belagerten Breda zu unterstützen. Am 13. Mai 1625 führte er einen Entsatzangriff nach Breda und konnte nach heftigen Kämpfen einige Feldbefestigungen der spanischen Belagerer einnehmen, erlitt beim folgenden spanischen Gegenangriff aber so schwere Verluste, dass er sich mit den verbliebenen Männern zurückziehen musste. Bei seiner Rückkehr nach England erhob ihn König Karl I. am 24. Juli 1625 zum Baron Vere, of Tilbury, zum erblichen Adel. Zur Unterscheidung von anderen Baronien Vere wird sein Titel auch Baron Vere of Tilbury genannt.
1629 kommandierte er die englischen Truppen bei der Belagerung von ’s-Hertogenbosch. Als mit dem Frieden von Madrid im November 1630 England aus dem Krieg ausschied, trat Lord Vere wieder in niederländische Dienste über. Nachdem er im Sommer 1632 an der Belagerung und Eroberung von Maastricht teilgenommen hatte, kehrte er endgültig nach England zurück.
Nachdem alle seine Brüder kinderlos gestorben waren, vereinigte er die Besitzungen der Familie in Essex auf sich. Als er am 2. Mai 1635 in Whitehall, London, den englischen Botschafter in Den Haag, Sir Harry Vane (1589–1655), zum Essen traf, erlitt er eine Apoplexie und starb binnen zwei Stunden daran. Er wurde mit militärischen Ehren am 8. Mai 1635 in Westminster Abbey, im gleichen Grab wie sein Bruder Sir Francis Vere, bestattet. Da er keine Söhne hinterließ, erlosch sein Adelstitel mit seinem Tod.

## Nachkommen
Aus seiner Ehe mit Mary Tracy hatte er fünf Töchter:
- Hon. Elizabeth de Vere (um 1608–1683) ⚭ John Holles, 2. Earl of Clare;
- Hon. Mary de Vere (1608–1669), ⚭ (1) Sir Roger Townshend, 1. Baronet, ⚭ (2) Mildmay Fane, 2. Earl of Westmorland;
- Hon. Catharine de Vere (um 1613–1648), ⚭ (1) Oliver St. John, ⚭ (2) John Poulett, 2. Baron Poulett;
- Hon. Anne de Vere (1618–1665) ⚭ Thomas Fairfax, 3. Lord Fairfax of Cameron;
- Hon. Dorothy de Vere (* um 1620) ⚭ John Wolstenholme.